# مكتب التحقيقات الوطني في الفلبين

أُنشئ مكتب التحقيقات، الذي سُمي فيما بعد مكتب التحقيقات الوطني في 19 يونيو 1947، وهو تاريخ اعتماد قانون الجمهورية 157، وتعود بداياته إلى 13 نوفمبر 1936، عندما أُنشئ قسم التحقيق التابع لوزارة العدل بموجب قانون الكومنولث رقم 181 من قبل الجمعية الوطنية الأولى القسم، سي. إيه رقم 181 والذي ينص على ما يلي:
«تُنشأ بموجب هذا القرار شعبة للتحقيق تابعة لوزارة العدل، وتتألف من موظفين بحسب الحاجة، وتكون مهامها المساعدة في الكشف عن الجرائم وملاحقتها، والحصول على السجلات الجنائية وجمعها وتصنيفها وحفظها، والحصول على معلومات حول جميع الأمور التي تؤثر على المصلحة العامة».
كانت شعبة التحقيقات من بنات أفكار رئيس الكومنولث مانويل ل. كويزون ووزير العدل آنذاك خوسيه يولو.
تقدم أكثر من 3000 شخص للحصول على أول 48 وظيفة عملاء مكتب التحقيقات الوطني، أجريت الفحوصات الجسدية والطبية بواسطة أطباء من مستشفى الفلبين العام ومستشفى سان لازارو، ومن بين 3000 متقدم، سُمح لـ 150 فقط بإجراء الاختبار النفسي، ومن هذا العدد، نجح أقل من 100، وبعد المزيد من الفحوص، قُبل 48 شخصًا منهم، وعيّن فقط 45.
تشكلت شعبة التحقيقات رسميًا في عام 1937 وكانت مؤلفة من خمسة وأربعين عميلًا، وحوالي مئة موظف ومسؤول، من بينهم محامون وأطباء وكيميائيون وفنيو بصمات الأصابع ومصورون ومساعدو باحثين ومصممون ومراسلون. 
كانت شعبة التحقيقات تعمل من مانيلا، حيث أُرسل الوكلاء والموظفون التقنيون إلى الأقاليم من وقت لآخر للتحقيق في جرائم المصلحة العامة. 
بعد تحرير الفلبين من قبل القوات الفلبينية والأمريكية المشتركة في عام 1945، لم يُعاد تفعيل شعبة التحقيقات فورًا لأن معظم أعضائها الأصليين كانوا قد أُعيروا إلى الخدمة في فيلق مكافحة التجسس التابع لجيش الولايات المتحدة، وبعد استسلام اليابان في أغسطس 1945، أُعيد تنشيط شعبة التحقيقات واستدعاء الأعضاء الأصليين إلى الخدمة. 
بدأت شعبة التحقيقات المعاد تنشيطها دون أي سجلات أو معدات، لأن معظمها دُمر بشكل منهجي من قبل موظفي شعبة التحقيقات لأسباب أمنية لمنع الوثائق والمعدات السرية من الوقوع في أيدي اليابانيين.

## التنظيم
المكتب الوطني للتحقيقات هو وكالة تابعة لوزارة العدل، ويعمل كوكيل تحقيق رئيسي عند الحكومة، ويعيَّن مدير الوكالة من قبل الرئيس ويعمل تحت ثقة الرئيس ووزير العدل.
هيكل الإدارة في المكتب الوطني للتحقيقات هو كالتالي:
- مدير (رئيس الوكالة)
- نائب المدير (الثاني في القيادة)
- نائب مدير الخدمات الإدارية
- نائب مدير خدمات التحقيق الخاصة
- نائب مدير خدمات العمليات الإقليمية
- نائب مدير جهاز المخابرات
- نائب مدير الخدمات الفنية
- نائب مدير خدمات المراقب المالي
- المدير الإقليمي
- نائب المدير الإقليمي
- الوكيل المسؤول في مكتب المقاطعة
- المسؤول التنفيذي في مكتب المقاطعة
- وظيفة المكتب

بموجب القانون رقم 157:
1. التحقيق في الجرائم المرتكبة ضد قوانين الفلبين بحسب ما تقتضيه المصلحة العامة.
2. تقديم المساعدة، عند الطلب بشكل صحيح في التحقيق أو الكشف عن الجرائم.
3- العمل كمركز وطني لتبادل المعلومات الجنائية والمعلومات الأخرى من أجل خدمة جميع هيئات النيابة العامة وهيئات إنفاذ القانون في الفلبين.
4. تقديم المساعدة الفنية لجميع موظفي وهيئات النيابة العامة وهيئات إنفاذ القانون والمحاكم التي قد تطلب خدماتها.
5. تقديم خدماته، كلما دعت الحاجة في التحقيق في القضايا ذات الطابع الإداري أو المدني التي تخص الحكومة. 
6 - إنشاء وصيانة مختبر علمي للجريمة العلمية مواكب لآخر التطورات، وإجراء البحوث لتعزيز المعرفة العلمية في التحقيقات الجنائية.
7. القيام بمهام أخرى ذات صلة بطلب من وزير العدل من وقت لآخر.

## قائمة مكاتب مكتب التحقيقات الوطني

### المنطقة 1
- مكتب إيلوكوس الإقليمي - مدينة سان فرناندو، لا يونيون
- مكتب مقاطعة داجوبان - مدينة داجوبان، بانجاسينان
- مكتب مقاطعة لاواج - مدينة لاواج، إيلوكوس نورتي
- مكتب مقاطعة فيغان - مدينة فيغان، إيلوكوس سور

### المنطقة 2
- المكتب الإقليمي لوادي كاجايان - مدينة توجويغاراو، كاجايان
- مكتب مقاطعة إيزابيلا - إيلاجان، إيزابيلا
- منطقة كورديليرا الإدارية - مدينة باجويو، بنجويت
- مكتب منطقة بايومبونج - بايومبونج، نويفا فيزكايا

### المنطقة 3
- المكتب الإقليمي لوزون المركزي - سان فرناندو، بامبانجا
- مكتب مقاطعة بولاكان - مالولوس، بولاكان
- مكتب مقاطعة كاباناتوان - مدينة كاباناتوان، نويفا إيسيجا
- مكتب مقاطعة تارلاك - سان روك، مدينة تارلاك، تارلاك
- مكتب مقاطعة أولونجابو- كالاكلان العليا، مدينة أولونجابو، زامباليس

### المنطقة 4
- المكتب الإقليمي الجنوبي للتاغالوغ - مدينة باتانجاس، باتانجاس
- مكتب مقاطعة لوسينا - مدينة لوسينا، كويزون
- مكتب مقاطعة بويرتو برنسيسا - شارع تافت، مدينة بويرتو برنسيسا، بالاوان
- مكتب مقاطعة كافيت - كايباغال، تاجايتاي سيتي، كافيت
- مكتب مقاطعة كالإبان- مدينة كالإبان، ميندورو الشرقية
- مكتب مقاطعة لاجونا - مدينة روزا، لاغونا

### المنطقة 5
- مكتب بيكول الإقليمي - مدينة ناجا
- مكتب منطقة ليجازبي - مدينة ليجازبي، ألباي

### المنطقة 6
- المكتب الإقليمي الغربي في فيساياس - مدينة إيلويلو
- منطقة جزيرة نيغروس
- مكتب مقاطعة باكولود - مدينة باكولود
- مكتب مقاطعة دوماغويتي- مدينة دوماغويتي، نيغروس أورينتال

### المنطقة 7
- مكتب فيساياس الإقليمي - مدينة سيبو، سيبو
- مكتب مقاطعة بوهول - داو، مدينة تاغبيلاران، بوهول

### المنطقة 8
- مكتب فيساياس الشرقي الإقليمي - مدينة تاكلوبان، ليتي
- مكتب مقاطعة سامار - مدينة كاتبالوغان، سامار

### المنطقة 9
- المكتب الإقليمي لغرب مينداناو - مدينة زامبوانجا، زامبوانجا ديل سور
- مكتب مقاطعة ديبولوغ - مدينة ديبولوغ، زامبوانجا ديل نورت
- مكتب منطقة باجاديان - مدينة باجاديان، زامبوانجا ديل سور

### المنطقة 10
- المكتب الإقليمي الشمالي لمينداناو - مدينة كاجايان دي أورو، ميساميس أورينتال
- مكتب مقاطعة إليجان - إليجان سيتي، لاناو ديل نورتي

### المنطقة 11
- المكتب الإقليمي لجنوب شرق مينداناو - باجادا، مدينة دافاو
- مكتب مقاطعة تاغوم - مانكيلام، مدينة تاجوم، دافاو ديل نورت

### المنطقة 12
- المكتب الإقليمي لشرق مينداناو الإقليمي - مدينة كوتاباتو، ماجوينداناو
- مكتب منطقة سارانجاني - ألابيل، سارانجاني

### المنطقة 13
- مكتب كاراجا الإقليمي - مدينة بوتوان، أجوسان ديل نورتي
- مكتب التحقيقات الوطني وجهاز الاستخبارات[1]

جهاز المخابرات (المعروف سابقًا باسم أجهزة الاستخبارات الداخلية؛ شعبة الاستخبارات الداخلية؛ قسم الاستخبارات) هو ذراع جهاز الأمن التابع للمكتب الذي يقوم بعمليات الأمن الداخلي ضد العناصر الإرهابية، ومجموعات الجريمة المنظمة الكبيرة التي تُعتبر تهديدًا للدولة، ومسؤول أيضًا عن عمليات الأمن الداخلي، والتحقيق مع المسؤولين الحكوميين الفاسدين المشتبه بهم، أو الأشخاص الذين يعتقد بأنهم أو يُعتبرون تهديدًا أمنيًا، ومكلف أيضًا بالإشراف على التدريب الأمني وتثقيف موظفي الحكومة والشرطة والعسكريين (بناءً على طلب وكالتهم) بشأن المسائل المتعلقة بالمخابرات والأمن.
خلال السنوات القليلة الماضية، انخرط جهاز الاستخبارات بنشاط في عدد من عمليات مكافحة الجريمة البارزة التي تستهدف الأفراد أو الجماعات الإجرامية ذات الخطورة العالية بشكل خاص، ويُدرب عناصر جهاز الاستخبارات على الالتزام بقواعد الاشتباك الخاصة بمكتب التحقيقات الوطني، إذ تُمنح الأولوية لإحضار الجاني على قيد الحياة لمواجهة العدالة.
عند تنفيذ جهاز الاستخبارات التابع لمكتب التحقيقات الوطني عملية مشروعة لتحقيق القانون، ومقابلته بمقاومة، أو عدائية من قبل الجناة، سيرد عملاء الاستخبارات بشكل مناسب وفقًا للقواعد الحالية للاشتباك الخاصة بمكتب التحقيقات الوطني.
يعمل حاليًا بعض عملاء جهاز الاستخبارات في مكتب التحقيقات الوطني في شعبة منفصلة مع دائرة قوة الحماية القضائية التي أنشئت خصيصًا لحماية وتقييم المخاطر والتحقيق والتدريب الأمني لأعضاء الجهاز القضائي الذين:
1. يعملون في مناطق عالية الخطورة.
2. تلقوا تهديدات بالقتل فيما يتعلق بقضايا شديدة الخطورة.
3. الضحايا الفعليون/الناجون من أعمال العنف التي تهدف إلى قتلهم، أو تشويههم أو جرحهم.
يساعد عملاء جهاز الاستخبارات الذين يعملون عن قرب مع الأكاديمية القضائية الفلبينية في تدريب ما يقارب 800 قاضٍ حول المسائل المتعلقة بالتوعية الأمنية الشخصية.
أجرى عملاء جهاز الاستخبارات المكلفون بالعمل مع دائرة قوة الحماية القضائية تفتيشًا أمنيًا علنيًا وسريًا لقاعات القضاء في أنحاء مختلفة من البلاد من أجل جمع البيانات بهدف الوصول إلى بروتوكول أمان مثالي للمحاكم.
يُعهد إلى جهاز المخابرات بتأمين عدد من الشخصيات البارزة، معظمهم من الشهود الذين يُعتقد أنهم أهداف عالية الخطورة، وكذلك بعض السجناء الهامين مثل عمدة مدينة داتو أونساي، المدعو أندال أمباتوان جونيور، الذي أمّن حمايته عملاء جهاز المخابرات على مدار الساعة لأكثر من مئة يوم في مركز اعتقال مكتب التحقيقات الوطني قبل نقله إلى مكان آخر.
كُلّف عملاء جهاز المخابرات (معظمهم من شعبة مكافحة الإرهاب) بالمساعدة في تأمين مقر وزارة العدل في بادري فورا، إرميتا، مانيلا مكان انعقاد جلسات لجنة التحقيق في الحوادث ومراجعتها، والتي كانت تناقش أزمة احتجاز الحافلات في مانيلا، إضافة إلى توفير الأمن الميداني لأعضاء اللجنة خلال جولتهم التفقدية في كويرينو غراندستاند في لونيتا.
رافق عناصر من جهاز المخابرات (معظمهم من وحدة مكافحة الإرهاب وقسم البحث والتحليل) المدير السابق لـ مكتب التحقيقات الوطني ماغتناغول ب. غاتدولا لإحضار الهارب الفلبيني المطلوب منذ فترة طويلة رولاندو فاجاردو، الذي كان يُعتبر قائد عصابة الخطف من أجل الفدية الأكثر ترويعًا في الفلبين، والذي هرب من البلاد بشكل غير قانوني في وقت ما بين عامي 2001 و 2002 إلى إيطاليا.
اعتبارًا من فبراير 2013، الوحدات الحالية لجهاز المخابرات هي:
1. شعبة مكافحة التجسس 
2. شعبة الاستخبارات الجنائية 
3. قسم الاستخبارات الفنية 